# Шевелівська сільська рада
Шеве́лівська сільська́ ра́да — колишній орган місцевого самоврядування в Балаклійському районі Харківської області. Адміністративний центр — село Шевелівка.

## Загальні відомості
- Населення ради: 1 137 осіб (станом на 2001 рік)

## Населені пункти
Сільській раді підпорядковані населені пункти:
- с. Шевелівка

### Колишні населені пункти
- с. Нова Павлівка, зникло після 1981 року
- с. Орлиноярське, зняте з обліку 1986 року

## Склад ради
Рада складається з 16 депутатів та голови.
- Голова ради: Євсюкова Галина Іванівна
- Секретар ради: Кононова Ярослава Степанівна

### Керівний склад попередніх скликань
| Прізвище, ім'я, по батькові | Основні відомості                                                                        | Дата обрання | Дата звільнення |
| --------------------------- | ---------------------------------------------------------------------------------------- | ------------ | --------------- |
| Євсюкова Галина Іванівна    | Сільський голова, 1959 року народження, освіта вища, Партія 'Солідарність жінок України' | 26.03.2006   | 31.10.2010      |
| Євсюкова Галина Іванівна    | Сільський голова, 1959 року народження, освіта вища, член Партії регіонів                | 31.10.2010   |                 |

Примітка: таблиця складена за даними сайту Верховної Ради України

### Депутати
За результатами місцевих виборів 2010 року депутатами ради стали:

#### За суб'єктами висування
| Суб'єкт висування                                       | Кількість обраних депутатів | %    |
| ------------------------------------------------------- | --------------------------- | ---- |
| Партія регіонів                                         | 14                          | 87,5 |
| Політична партія Всеукраїнське об'єднання «Батьківщина» | 1                           | 6,3  |
| Політична партія «Сильна Україна»                       | 1                           | 6,3  |

#### За округами
| № округу                                                | Прізвище, ім'я, по батькові       | Дата визнання обраним | Освіта             | Партійна приналежність                        | Відомості про обраного депутата                                                 |
| ------------------------------------------------------- | --------------------------------- | --------------------- | ------------------ | --------------------------------------------- | ------------------------------------------------------------------------------- |
| Партія регіонів                                         |                                   |                       |                    |                                               |                                                                                 |
| 1                                                       | Свинчук Валентина Вікторівна      | 01.11.2010            | вища               | член Партії регіонів                          | ТОВ «Річленд інвест», головний економіст                                        |
| 2                                                       | Євсюкова Оксана Олександрівна     | 01.11.2010            | вища               | член Партії регіонів                          | Шевелівська амбулаторія сімейної медицини, молодша медична сестра               |
| 3                                                       | Гармаш Олена Миколаївна           | 01.11.2010            | вища               | член Партії регіонів                          | ДНЗ «Равлик», завідувачка                                                       |
| 4                                                       | Каменєва Тетяна Олексіївна        | 05.08.2013            | середня спеціальна | член Партії регіонів                          | Амбулаторія сімейної медицини села Шевелівка, медична сестра                    |
| 5                                                       | Кононова Ярослава Степанівна      | 01.11.2010            | вища               | член Партії регіонів                          | Шевелівська сільська рада, секретар                                             |
| 6                                                       | Голопьорова Олена Миколаївна      | 01.11.2010            | вища               | член Партії регіонів                          | Шевелівська амбулаторія сімейної медицини, медична сестра                       |
| 7                                                       | Малихіна Олена Олександрівна      | 01.11.2010            | середня            | член Партії регіонів                          | ТОВ «Річленд інвест», секретар                                                  |
| 8                                                       | Міліна Наталія Іванівна           | 01.11.2010            | вища               | член Партії регіонів                          | КП «Комунальник-18», бухгалтер                                                  |
| 9                                                       | Проскуріна Тетяна Сергіївна       | 01.11.2010            | вища               | член Партії регіонів                          | Балаклійський ЦСПРД, вихователь                                                 |
| 11                                                      | Свинчук Юрій Васильович           | 01.11.2010            | вища               | член Партії регіонів                          | ТОВ «Річленд інвест», охоронець                                                 |
| 12                                                      | Кононов Андрій Іванович           | 01.11.2010            | вища               | член Партії регіонів                          | ТОВ Річленд інвест", механік                                                    |
| 13                                                      | Горяінов Микола Павлович          | 01.11.2010            | середня            | член Партії регіонів                          | Шевелівська загальноосвітня школа І-ІІІ ст., завгосп                            |
| 14                                                      | Блудов Михайло Павлович           | 01.11.2010            | вища               | член Партії регіонів                          | тимчасово не працює                                                             |
| 15                                                      | Гуменюк Ірина Миколаївна          | 01.11.2010            | вища               | член Партії регіонів                          | Шевелівська сільська рада, спеціаліст ІІ категорії, бухгалтер                   |
| Політична партія Всеукраїнське об'єднання «Батьківщина» |                                   |                       |                    |                                               |                                                                                 |
| 10                                                      | Світченко Олександр Олександрович | 01.11.2010            | вища               | член Всеукраїнського об'єднання «Батьківщина» | Балаклійське відділення УДСО при ГУМВС України в Харківськїй області, охоронець |
| Політична партія «Сильна Україна»                       |                                   |                       |                    |                                               |                                                                                 |
| 16                                                      | Горяінов Євген Іванович           | 01.11.2010            | середня            | член Політичної партії «Сильна Україна»       | ООО «Курганський бройлер», водій                                                |